# Пристли, Крис
Крис Пристли (англ. Chris Priestley; род. 25 августа 1958, Халл) — английский прозаик, художник и иллюстратор литературы. Сочинения его относятся преимущественно к области детективной, фантастической и «хоррор»-литературы. Многие его произведения рассчитаны также на подросткового читателя.

## Жизнь и творчество
К. Пристли в детстве жил в Гибралтаре. Увлекался американскими комиксами, и сам успешно пробовал себя в этом направлении рисунка. Получил высшее образование в Манчестерском политехникуме (1976—1980). В 1981—1985 годы работал художником-карикатуристом для таких британских газет, как «The Times» и «The Independent», а также журнала «Record Mirror». В 1990—1996 годах сотрудничал с журналом «The Economist», а затем в течение двух лет — вновь с «The Independent». Начиная с 2000 года был занят также писательством. Ещё с юношеских лет К. Пристли питал интерес к различным «ужасным» историям, что и оказало определяющее влияние на последующее творчество автора. Кроме литературной деятельности, К. Пристли продолжает много рисовать.
В 2004 году роман К. Пристли Death and the Arrow (Смерть и кол) номинировался на престижную премию Эдгара По. В 2006 году ему была присуждена Ланкаширская премия в области фантастической литературы за книгу Redwulf’s Curse (Путь Красного волка).
Произведения К. Пристли переведены с английского на немецкий, итальянский, испанский, португальский, польский, чешский, японский, турецкий, тайский, нидерландский, шведский и другие языки.
К. Пристли вместе со своей семьёй проживает в Кембридже (Великобритания).

## Сочинения

### Серия «Ужасные истории»
- Uncle Montague’s Tales of Terror (Ужасные истории дядюшки Монтегю), 2007.
- Tales of Terror from the Black Ship (Ужасные истории Чёрного корабля), 2008.
- Tales of Terror from the Tunnel’s Mouth (Ужасные истории женщины в белом), 2009.
- The Teacher’s Tales of Terror (Ужасные истории, рассказанные учителем), 2011.

### Приключения Тома Марлоу
- Death and the Arrow (Смерть и кол), 2003.
- The White Rider (Белый всадник), 2004.
- Redwulf’s Curse (Путь Красного волка), 2005.

### Другие произведения
- Dog Magic! (Собачье волшебство!), 2000.
- Jail-breaker Jack (Сбежавший из тюряги Джек), 2001.
- Battle of Britain: My Story (Битва за Британию: моя история), 2002.
- Battle of Hastings (Битва при Гастингсе), 2003.
- Witch Hunt (Ведьмина охота), 2003.
- Billy Wizard (Волшебник Билли), 2005.
- New World (Новый мир), 2007.
- The Dead Of Winter (Смерть зимы), 2010.
- Mister Creecher (Мистер Кричер), 2010.
- Through Dead Eyes (Сквозь мёртвые глаза), 2013.